# Porwanie narzeczonej (Kazachstan)
Porwanie narzeczonej (kaz. Kyz alyp қashu) – zwyczaj porywania dziewczyny w celach matrymonialnych spotykany w Kazachstanie. Zgoda na ślub jest często wymuszana względami kulturowymi.

## Historia
Zwyczaj porwania panny młodej w celu zawarcia z nią małżeństwa był w Kazachstanie rzadko praktykowany. Nie oznaczało to możliwości swobodnego wyboru partnera, zazwyczaj małżeństwa były kojarzone, a rodzina kobiety otrzymywała za nią posag. W prawie zwyczajowym Kazachów możliwe było porwanie kobiety za jej zgodą, szczególnie gdy rodzina mężczyzny była zbyt biedna, żeby zapłacić posag. Jednakże w czasach postsowieckich nasiliły się porwania kobiet nie tylko bez zgody, ale często przez zupełnie nieznanych im mężczyzn. Po przywiezieniu „narzeczonej” do domu jest ona przez matkę lub babkę mężczyzny namawiana do założenia na głowę białej chustki, co jest symbolem zgody na ślub, a następnie do napisania listu do rodziców, w którym wyrazi zgodę na zamążpójście. List jest następnie przekazywany rodzicom, którzy odwiedzają córkę i proszą o potwierdzenie.
W południowych rejonach Kazachstanu liczba porwań wzrasta. Dzieli się je na dwa rodzaje: porwanie bez zgody kobiety (kelisimsiz alyp qashu) i porwanie dobrowolne (kelissimmen alyp qashu). Zgodnie z Kodeksem Karnym Kazachstanu za porwanie można zastać skazanym na od lat 10 do 15 lat pozbawienia wolności. Jeśli jednak porywacz dobrowolnie wyda osobę porwaną, zostaje zwolniony z odpowiedzialności karnej.

## Uwarunkowania kulturowe
Porwana kobieta, jeśli nawet ucieknie lub się uwolni, jest w swojej wiosce stygmatyzowana. Jest to związane z islamską tradycją, według której ważne jest zachowanie przez dziewczynę dziewictwa do ślubu. Nie może ona spędzić nocy w domu innego mężczyzny, jeśli nie jest on jej ojcem lub bratem. Dlatego jedynym wyjściem jest ucieczka przed zmrokiem z domu porywacza lub wyrażenie zgody na małżeństwo.

## Film
W 2004 roku Peter Lom nakręcił film dokumentalny, który zatytułował Ala Kachuu; Bride Kidnapping. Reżyser uzyskał doktorat z filozofii politycznej na Harvardzie i tytuł profesora nadzwyczajnego na Uniwersytecie Środkowoeuropejskim George’a Sorosa z obrony praw człowieka i filozofii. Od 2003 roku jest niezależnym reżyserem filmów dokumentalnych, poświęconych obronie praw człowieka.